# Саймон, Дон
До́нальд А́лан Са́ймон (англ. Donald Alan Symon; род. 20 мая 1960, Крайстчерч) — новозеландский гребец, выступавший за сборную Новой Зеландии по академической гребле в середине 1980-х годов. Бронзовый призёр летних Олимпийских игр в Лос-Анджелесе, серебряный и бронзовый призёр Игр Содружества, победитель и призёр многих регат национального значения. Также известен как производитель одежды и тренер по гребле.

## Биография
Дон Саймон родился 20 мая 1960 года в городе Крайстчерч, Новая Зеландия.
Занимался академической греблей в Крайстчерче в местном клубе Avon Rowing Club.
Наибольшего успеха в своей спортивной карьере добился в сезоне 1984 года, когда вошёл в основной состав новозеландской национальной сборной и благодаря череде удачных выступлений удостоился права защищать честь страны на летних Олимпийских играх в Лос-Анджелесе. В составе четырёхместного рулевого экипажа, куда также вошли гребцы Кевин Лотон, Барри Мабботт, Росс Тонг и рулевой Бретт Холлистер, финишировал в главном финале третьим позади команд из Великобритании и США — тем самым завоевал бронзовую олимпийскую медаль.
После лос-анджелесской Олимпиады Саймон ещё в течение некоторого времени оставался в составе гребной команды Новой Зеландии и продолжал принимать участие в крупнейших международных регатах. Так, в 1985 году он побывал на чемпионате мира в Хазевинкеле, в программе парных четвёрок занял итоговое 12 место.
В 1986 году выступил на Играх Содружества в Эдинбурге, где стал серебряным призёром в распашных безрульных четвёрках и бронзовым призёром в восьмёрках. Также в этом сезоне стартовал на мировом первенстве в Ноттингеме, но здесь попасть в число призёров не смог — показал в восьмёрках седьмой результат.
Впоследствии основал компанию по производству одежды в Крайстчерче. Проявил себя как тренер по академической гребле.